# Куфферат, Морис
Морис Куфферат (фр. Maurice Kufferath; 8 января 1852 — 8 декабря 1919) — бельгийский музыковед, виолончелист, дирижёр. Сын Хуберта Фердинанда Куфферата.
Учился музыке у своего отца, занимался также виолончелью под руководством Адриана Франсуа Серве. Затем изучал право в Лейпцигском университете; в этот период познакомился с Францем Листом и Рихардом Вагнером и на всю жизнь остался поклонником последнего; в дальнейшем был основателем бельгийской секции Вагнеровского общества. С 1873 г. публиковался как музыкальный журналист и критик в брюссельском журнале Le guide musical, в 1887—1889 гг. был его главным редактором, а в 1891 г. приобрёл это издание и так или иначе руководил им вплоть до прекращения журнала в 1917 году.
С 1900 и до самой смерти руководил (с небольшим перерывом) брюссельским оперным театром «Ла Монне».
Наиболее значительное произведение Куфферата — книга «Искусство дирижирования» (фр. L’art de diriger l’orchestre; Париж, 1891), содержащая, в частности, много соображений о творчестве Вагнера; Куфферат также посвятил отдельные работы нескольким операм Вагнера — «Парсифалю», «Зигфриду», «Лоэнгрину». Среди других сочинений Куфферата — книги «Гектор Берлиоз и Роберт Шуман» (фр. «Hector Berlioz et Robert Schumann»; Брюссель, 1879), «Анри Вьётан, его жизнь и произведения» (фр. «Henri Vieuxtemps, sa vie et son oeuvre»; 1883) и др.